# Claude Rousseau
Claude Rousseau, född 16 juni 1953, är en kanadensisk bågskytt. Han deltog vid olympiska sommarspelen 1992.